# Coppa delle Coppe d'Africa
La Coppa delle Coppe d'Africa (in inglese African Cup Winners' Cup) era una competizione calcistica riservata alle squadre affiliate alla Confédération Africaine de Football (CAF) e disputata dal 1975 al 2004, anno in cui si fuse con la Coppa CAF per formare la Coppa della Confederazione CAF.
Equivaleva alla Coppa delle Coppe dell'UEFA, competizione anch'essa scomparsa, e vedeva competere i vari vincitori delle coppe nazionali africane.

## Albo d'oro
| Stagione | Data        | Vincitore (numero vittorie)  | Finalista perdente           | Risultato     | Sede della finale                                 |
| -------- | ----------- | ---------------------------- | ---------------------------- | ------------- | ------------------------------------------------- |
| 1975     | ?           | Tonnerre Yaoundé Camerun     | Stella Adjamé Costa d'Avorio | 0-1           | ?                                                 |
| 1975     | ?           | Tonnerre Yaoundé Camerun     | Stella Adjamé Costa d'Avorio | 4-1           | Yaoundé - Stadio Omnisport                        |
| 1976     | ?           | Shooting Stars Nigeria       | Tonnerre Yaoundé Camerun     | 4-1           | Lagos - Stadio Nazionale                          |
| 1976     | ?           | Shooting Stars Nigeria       | Tonnerre Yaoundé Camerun     | 0-1           | Yaoundé - Stadio Omnisport                        |
| 1977     | ?           | Enugu Rangers Nigeria        | Tonnerre Yaoundé Camerun     | 4-1           | ?                                                 |
| 1977     | ?           | Enugu Rangers Nigeria        | Tonnerre Yaoundé Camerun     | 1-1           | Yaoundé - Stadio Omnisport                        |
| 1978     | 24 novembre | Horoya Guinea                | NA Hussein Dey Algeria       | 3-1           | Algeri - Stadio 5 luglio 1962                     |
| 1978     | 10 dicembre | Horoya Guinea                | NA Hussein Dey Algeria       | 2-1           | Conakry - Stadio 28 settembre                     |
| 1979     | ?           | Enugu Rangers Nigeria        | Tonnerre Yaoundé Camerun     | 6-0           | Nairobi - Stadio Jogoo Road                       |
| 1979     | ?           | Enugu Rangers Nigeria        | Tonnerre Yaoundé Camerun     | 2-0           | Yaoundé - Stadio Omnisport                        |
| 1980     | ?           | TP Mazembe Zaire             | Africa Sports Costa d'Avorio | 3-1           | Abidjan - Stadio Félix Houphouët-Boigny           |
| 1980     | ?           | TP Mazembe Zaire             | Africa Sports Costa d'Avorio | 1-0           | Lubumbashi - Stadio Municipale                    |
| 1981     | ?           | Union Douala Camerun         | Stationery Stores Nigeria    | 0-0           | Yaoundé - Stadio Omnisport                        |
| 1981     | ?           | Union Douala Camerun         | Stationery Stores Nigeria    | 2-1           | Lagos - Stadio Nazionale                          |
| 1982     | ?           | Al-Mokawloon Egitto          | Power Dynamos Zambia         | 2-0           | Kitwe - Stadio Arthur Davies                      |
| 1982     | ?           | Al-Mokawloon Egitto          | Power Dynamos Zambia         | 2-0           | Il Cairo - Stadio Internazionale                  |
| 1983     | ?           | Al-Mokawloon Egitto          | OC Agaza Togo                | 1-0           | Lomé - Stadio Agoè-Nyivé                          |
| 1983     | 2 dicembre  | Al-Mokawloon Egitto          | OC Agaza Togo                | 0-0           | Il Cairo - Stadio Internazionale                  |
| 1984     | ?           | Al-Ahly Egitto               | Canon Yaoundé Camerun        | 1-0           | Il Cairo - Stadio Internazionale                  |
| 1984     | 30 dicembre | Al-Ahly Egitto               | Canon Yaoundé Camerun        | 0-1 (4-2 dtr) | Yaoundé - Stadio Omnisport                        |
| 1985     | ?           | Al-Ahly (2) Egitto           | Leventis United Nigeria      | 2-0           | Il Cairo - Stadio Internazionale                  |
| 1985     | 7 dicembre  | Al-Ahly (2) Egitto           | Leventis United Nigeria      | 0-1           | Ibadan - Stadio Obafemi Awolowo                   |
| 1986     | ?           | Al-Ahly (3) Egitto           | Sogara Gabon                 | 3-0           | Il Cairo - Stadio Internazionale                  |
| 1986     | 7 dicembre  | Al-Ahly (3) Egitto           | Sogara Gabon                 | 0-2           | Port Gentil - Stadio Pierre Claver Divounguy      |
| 1987     | ?           | Gor Mahia Kenya              | Espérance Tunisia            | 2-2           | Tunisi - Stadio Olimpico di El Menzah             |
| 1987     | 5 dicembre  | Gor Mahia Kenya              | Espérance Tunisia            | 1-1 (gfc)     | Nairobi - Moi International Sports Centre         |
| 1988     | ?           | Bizertin Tunisia             | Ranchers Bees Nigeria        | 0-0           | Kaduna - Stadio Ranchers Bees                     |
| 1988     | ?           | Bizertin Tunisia             | Ranchers Bees Nigeria        | 1-0           | Bizerte - Stadio 15 ottobre                       |
| 1989     | ?           | Al-Merrikh Sudan             | Bendel United Nigeria        | 1-0           | Omdurman - Stadio Al-Merrikh                      |
| 1989     | 9 dicembre  | Al-Merrikh Sudan             | Bendel United Nigeria        | 0-0           | Benin City - Stadio Samuel Ogbemudia              |
| 1990     | 24 novembre | BCC Lions Nigeria            | Club Africain Tunisia        | 3-0           | Lagos - Stadio Nazionale                          |
| 1990     | 8 dicembre  | BCC Lions Nigeria            | Club Africain Tunisia        | 1-1           | Tunisi - Stadio Olimpico di El Menzah             |
| 1991     | 17 novembre | Power Dynamos Zambia         | BCC Lions Nigeria            | 2-3           | Lagos - Stadio Nazionale                          |
| 1991     | 1º dicembre | Power Dynamos Zambia         | BCC Lions Nigeria            | 3-1           | Lusaka - Stadio dell'Indipendenza                 |
| 1992     | ?           | Africa Sports Costa d'Avorio | Vital'O Burundi              | 1-1           | Bujumbura - Stadio Principe Louis Rwagasore       |
| 1992     | 6 dicembre  | Africa Sports Costa d'Avorio | Vital'O Burundi              | 4-0           | Abidjan - Stadio Félix Houphouët-Boigny           |
| 1993     | ?           | Africa Sports Costa d'Avorio | Al-Ahly Egitto               | 1-1           | Abidjan - Stadio Félix Houphouët-Boigny           |
| 1993     | 3 dicembre  | Africa Sports Costa d'Avorio | Al-Ahly Egitto               | 1-0           | Il Cairo - Stadio Internazionale                  |
| 1994     | 27 novembre | Motema Pembe Zaire           | Kenya Breweries Kenya        | 2-2           | Kinshasa - Stadio dei Martiri                     |
| 1994     | 10 dicembre | Motema Pembe Zaire           | Kenya Breweries Kenya        | 3-0           | Nairobi - Moi International Sports Centre         |
| 1995     | 25 novembre | JS Kabylie Algeria           | Julius Berger Nigeria        | 1-1           | Lagos - Stadio Nazionale                          |
| 1995     | 8 dicembre  | JS Kabylie Algeria           | Julius Berger Nigeria        | 2-1           | Algeri - Stadio 5 luglio 1962                     |
| 1996     | 24 novembre | Al-Mokawloon Egitto          | Sodigraf Zaire               | 0-0           | Kinshasa - Stadio dei Martiri                     |
| 1996     | 6 dicembre  | Al-Mokawloon Egitto          | Sodigraf Zaire               | 4-0           | Il Cairo - Stadio Internazionale                  |
| 1997     | 22 novembre | Étoile du Sahel Tunisia      | FAR Rabat Marocco            | 2-0           | Susa - Stadio Olimpico                            |
| 1997     | 6 dicembre  | Étoile du Sahel Tunisia      | FAR Rabat Marocco            | 0-1           | Rabat - Stadio Moulay Abdallah                    |
| 1998     | 21 novembre | Espérance Tunisia            | Primeiro de Agosto Angola    | 3-1           | Tunisi - Stadio Olimpico di El Menzah             |
| 1998     | 6 dicembre  | Espérance Tunisia            | Primeiro de Agosto Angola    | 1-1           | Luanda - Estádio da Cidadela                      |
| 1999     | 22 novembre | Étoile du Sahel Tunisia      | FAR Rabat Marocco            | 2-0           | Susa - Stadio Olimpico                            |
| 1999     | 6 dicembre  | Étoile du Sahel Tunisia      | FAR Rabat Marocco            | 0-1           | Rabat - Stadio Moulay Abdallah                    |
| 2000     | 26 novembre | Zamalek Egitto               | Canon Yaoundé Camerun        | 4-1           | Il Cairo - Stadio Internazionale                  |
| 2000     | 10 dicembre | Zamalek Egitto               | Canon Yaoundé Camerun        | 0-2           | Yaoundé - Stadio Omnisport                        |
| 2001     | 17 novembre | Kaizer Chiefs Sudafrica      | Interclube Angola            | 2-1           | Luanda - Estádio da Cidadela                      |
| 2001     | 1º dicembre | Kaizer Chiefs Sudafrica      | Interclube Angola            | 1-0           | Johannesburg - Ellis Park Stadium                 |
| 2002     | 16 novembre | Wydad Casablanca Marocco     | Asante Kotoko Ghana          | 1-0           | Casablanca - Stadio Mohamed V                     |
| 2002     | 8 dicembre  | Wydad Casablanca Marocco     | Asante Kotoko Ghana          | 1-2 (gfc)     | Kumasi - Stadio Baba Yara                         |
| 2003     | 15 novembre | Étoile du Sahel Tunisia      | Julius Berger Nigeria        | 0-2           | Abeokuta - Stadio internazionale Otunba Dipo Dina |
| 2003     | 7 dicembre  | Étoile du Sahel Tunisia      | Julius Berger Nigeria        | 3-0           | Susa - Stadio Olimpico                            |

## Vittorie per nazione
|    | Nazione        | Vittorie | Finali perse | Club vincitori                                            |
| -- | -------------- | -------- | ------------ | --------------------------------------------------------- |
| 1  | Egitto         | 8        | 0            | Al-Ahly (4), Al-Mokawloon (3), Zamalek (1)                |
| 2  | Tunisia        | 4        | 3            | Étoile du Sahel (2), Espérance (1), Bizertin (1)          |
| 3  | Nigeria        | 3        | 7            | Shooting Stars (1), BCC Lions (1), Enugu Rangers (1)      |
| 4  | Camerun        | 3        | 4            | Canon Yaoundé (1), Tonnerre Yaoundé (1), Union Douala (1) |
| 5  | Costa d'Avorio | 2        | 3            | Africa Sports (2)                                         |
| 6  | Zaire          | 2        | 1            | Motema Pembe (1), TP Mazembe (1)                          |
| 7  | Kenya          | 1        | 2            | Gor Mahia (1)                                             |
| 8  | Algeria        | 1        | 1            | JS Kabylie (1)                                            |
| -  | Marocco        | 1        | 1            | Wydad Casablanca (1)                                      |
| -  | Zambia         | 1        | 1            | Power Dynamos (1)                                         |
| 11 | Sudafrica      | 1        | 0            | Kaizer Chiefs (1)                                         |
| -  | Guinea         | 1        | 0            | Horoya (1)                                                |
| -  | Sudan          | 1        | 0            | Al-Merrikh (1)                                            |
| 14 | Angola         | 0        | 2            |                                                           |
| 15 | Burkina Faso   | 0        | 1            |                                                           |
| -  | Gabon          | 0        | 1            |                                                           |
| -  | Ghana          | 0        | 1            |                                                           |
| -  | Togo           | 0        | 1            |                                                           |